# Solplet
Solpletter er områder på Solens overflade, hvor magnetfeltet er særligt intenst, typisk 5000 gange kraftigere end Jordens magnetfelt. Solpletterne er på størrelse med Jorden, men kan variere mellem 4.000 og 50.000 km i diameter. Da det er svært for et plasma at bevæge sig på tværs af et kraftigt magnetfelt, undertrykkes den del af energitransporten, der foregår ved konvektion. Derved bliver solpletterne cirka 1000 grader koldere end deres omgivelser. Da lysintensiteten tilnærmelsesvis er proportional med temperaturen i 4. potens, står solpletterne frem som mørke pletter på den varmere omgivende soloverflade. Man ved ikke nøjagtigt hvordan disse solpletter opstår, men det er en almen opfattelse, af de er et produkt af Solens dynamo (eller rettere, af Solens magnetiske aktivitet), der har en periode på cirka 22 år.
Solpletterne følger en mængde statistiske regler; den vigtigste er nok den, at de altid optræder parvis. Derudover er den østligste solplet i et solplet-par altid nærmere ækvator, end den vestligste solplet i parret: Den linje, der går mellem de to solpletter, danner typisk en vinkel på 4 grader med den lokale breddecirkel. De to solpletter i et par har også altid forskellig polaritet (dvs. hvis den ene er en magnetisk nordpol, er den anden en sydpol). 
Solpletter blev observeret og beskrevet af Galilei i Renæssancen.
Solpletter kommer regelmæssigt med 11 års mellemrum. Det påvirker radiokommunikationen omkring polarcirklen, og når solpletterne er på maksimum ses nordlys/sydlys ved Van Allen-bælterne. 